# Новоякупово (Башкортостан)
Новоякупово (баш. Яңы Яҡуп) — деревня в Зилаирском районе Республики Башкортостан Российской Федерации. Входит в состав Канзафаровского сельсовета. 

## География

### Географическое положение
Расстояние до:
- районного центра (Зилаир): 27 км,
- центра сельсовета (Юмагужино): 2 км,
- ближайшей железнодорожной станции (Сибай): 93 км.

## Население
| 2002 | 2009 | 2010 |
| ---- | ---- | ---- |
| 30   | ↘21  | ↗26  |

### Национальный состав
Согласно переписи 2002 года, преобладающая национальность — башкиры (100 %).